# Fjuksögrundet
Fjuksögrundet is een Zweeds eiland behorend tot de Lule-archipel. Het is een zuidelijk eiland van de eilandengroep Tistersöarna in de archipel. Het heeft geen vaste oeververbinding en heeft geen bebouwing.